# Christian Piek
Christian Albert Piek (23 januari 1889) was een Belgisch touwtrekker.

## Levensloop
Piek maakte deel uit van het Belgisch touwtrekteam dat deelnam aan de Olympische Zomerspelen van 1920 te Antwerpen. Hij behaalde er met de nationale ploeg een bronzen medaille.